# Grand-Axhe
Grand-Axhe (en wallon Grand-Åxhe) est une section de la commune belge de Waremme située en Région wallonne dans la province de Liège.
C'était une commune à part entière avant la fusion des communes de 1971.

## Démographie
- Sources:INS, Rem:1831 jusqu'en 1970=recensements, 1976= nombre d'habitants au 31 décembre

## Histoire
Le village de Grand-Axhe paraît remonter à une haute antiquité.
Un document datant du 2 avril 805, nous apprend que Nebelon (parent de Charlemagne) fit donation de l'Abbaye Saint-Denis, près de Paris des biens qu'il possédait à "Hasca super Jachara". Cet acte conféra la propriété du village entier au monastère en question.
Axhe désigne un ensemble de terres marécageuses situées aux alentours d'une rivière,
ici le Geer. Le village se serait donc implanté aux alentours du Geer, en sa partie basse et marécageuse.

## Patrimoine et culture

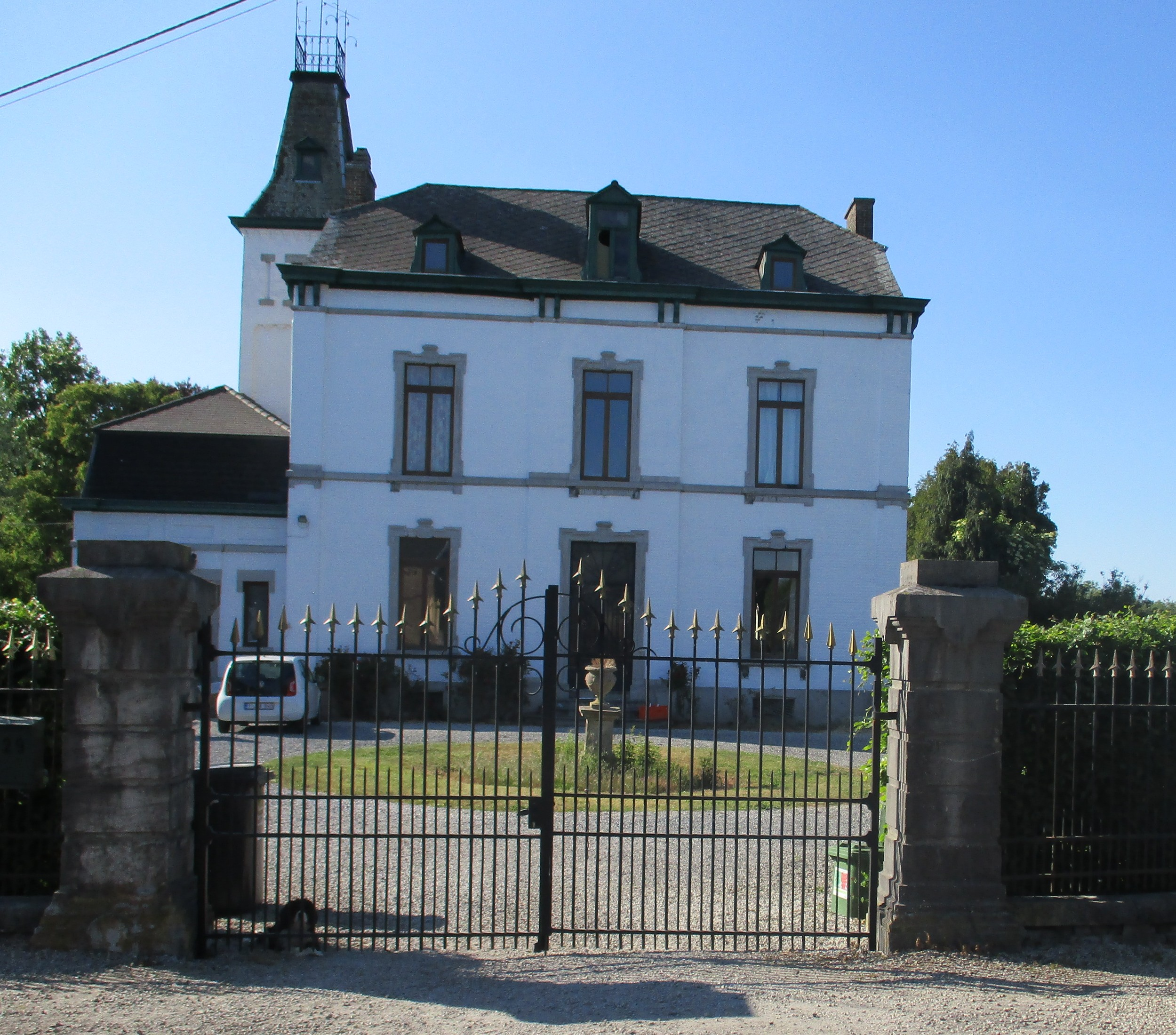
Château Ledocte.

## Source
- Brochure éditée par le comité de quartier, "Le Grand-Axhe Waremmien".